# Markus Feldmann
Pour les articles homonymes, voir Feldmann.
Markus Feldmann, né le 21 mai 1897 à Thoune et mort le 3 novembre 1958 à Berne, bourgeois de Glaris et Berne, est un homme politique suisse, conseiller fédéral de 1952 à 1958.

## Biographie
Markus Feldmann fait ses études de droit à Berne où il obtient son brevet d’avocat en 1921 et son doctorat en 1924. De 1928 à 1945, il est rédacteur en chef de la Neue Berner Zeitung, organe du parti des paysans, artisans et bourgeois du canton de Berne (aujourd’hui Union démocratique du centre).
Markus Feldmann a joué un rôle important à l’époque du nazisme, durant laquelle il a lutté contre toutes les tentatives allemandes de mettre au pas la presse suisse.
De 1935 à 1945, puis de 1947 à 1951, il siège au Conseil national. De 1945 à 1951, il est membre du Gouvernement du canton de Berne. Élu au Conseil fédéral le 13 décembre 1951 (66e conseiller fédéral de l'histoire[réf. nécessaire]), il y remplace Eduard von Steiger à la tête du département de justice et police. Début 1957, il refuse de couvrir le procureur René Dubois qui a livré à la France des transcriptions d'écoutes téléphoniques effectuées par les renseignements suisses à l'ambassade d'Égypte. René Dubois, qui est à la fois chef du Ministère public de la Confédération et chef du contre-espionnage, se suicide.

## Départements
- 1952-1958 Département de justice et police

## Présidence de la Confédération
- 1956